# Питање
Питање је реченица којом се захтева добијање одређене информације која се зове одговор. Од начина на који је постављено питање зависи који ће се одговор добити.
Да би се поставило питање, потребно је да исто садржи одређене упитне речце (зар, да, ли).

## Врсте
Постоје две врсте питања:
- Опште питање — тражи се информација да ли је дата ситуација истинита или не (добија се потврдан или одричан одговор) Пример: Да ли Иван долази?
- Посебно питање — тражи се информација о садржини неког дела упитне реченице; одговор на такво питање је израз којим се исказује та садржина. Пример: Ко долази?

Обележје оваквих упитних реченица су упитне заменице и прилози (ко, шта, који, какав, колики, чији, где, куда, камо, одакле, докле, кад, откад, докад, како, колико) и упитна интонација (знак питања).

## Употреба
Питање се поставља у разним ситуацијама: уколико желимо да сазнамо нешто нешто ново, тестирање нечијег знања (на квизу или испиту), стимулисање критичког размишљања (Сократов метод) и друге.
Понекад је потребно преформулисати питање уколико га особа која га је примила није добро разумела.
Питања се неретко користе и као наслови уметничких дела (Како је пропао рокенрол, Зашто не волим снег, Шта се згоди кад се љубав роди, Где сте, моји срећни дани).